# Газотермическое напыление

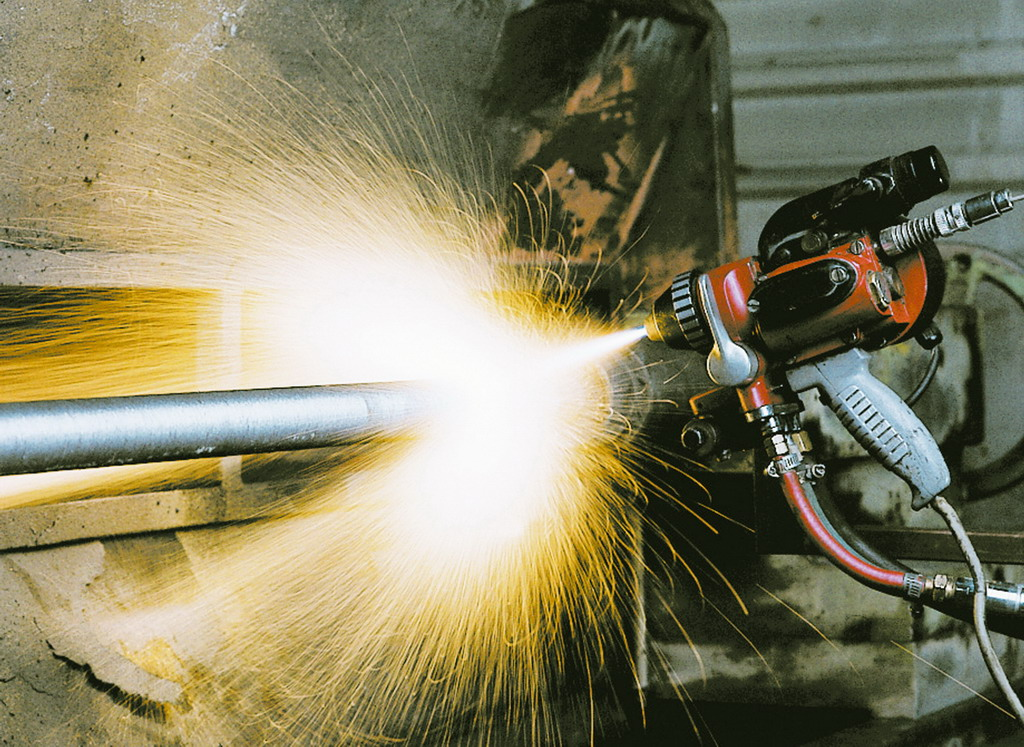
Процесс газотермического напыления — газопламенное напыление

Газотермическое напыление (англ. Thermal Spraying) — это процесс нагрева, диспергирования и переноса конденсированных частиц распыляемого материала газовым или плазменным потоком для формирования на подложке слоя нужного материала. Под общим названием газотермическое напыление (ГТН) объединяют следующие методы: газопламенное напыление, высокоскоростное газопламенное напыление, детонационное напыление, плазменное напыление, напыление с оплавлением, электродуговая металлизация и активированная электродуговая металлизация.
По своей сути газотермическое напыление очень похоже на сварку, отличие заключается в функциональном назначении переносимого материала. Цель сварки — соединение конструкционных элементов сооружений, цель газотермического напыления — защита поверхности от коррозии, износа и т. д.

## Применение
Как правило, ГТН применяют для создания на поверхности деталей и оборудования функциональных покрытий — износостойких, коррозионно-стойких, антифрикционных, антизадирных, теплостойких, термобарьерных, электроизоляционных, электропроводных, и т. д.
Материалами для напыления служат порошки, шнуры и проволоки из металлов, металлокерамики и керамики.
Некоторые из методов газотермического напыления являются альтернативой методам гальванической, химико-термической обработки металлов, плакирования, другие — методам покраски, полимерным покрытиям.
Ещё одно распространённое применение ГТН — ремонт и восстановление деталей и оборудования. С помощью напыления можно восстановить от десятков микрон до миллиметров металла.
Особенностями технологии являются:
- Возможность нанесения покрытий из различных материалов (практически любой плавящийся материал, который можно подать как порошок или проволоку);
- Отсутствие перемешивания материала основы и материала покрытия;
- Невысокий (не более 150°С) нагрев поверхности при нанесении покрытия;
- Возможность нанесения нескольких слоёв, каждый из которых несёт свою функцию (например, стойкий к высокотемпературной коррозии + термобарьерный);
- Лёгкость обеспечения защиты работников и окружающей среды при нанесении (с помощью воздушных фильтров).

## Сравнение методов
- Высокоскоростное газопламенное напыление широко применяется для создания плотных металлических и металлокерамических покрытий;
- Детонационное напыление — в силу дискретного характера напыления и малой производительности наиболее подходит для напыления покрытий для защиты и восстановления небольших участков поверхности;
- Распыление с помощью плазмы обычно называют плазменным напылением. Энергозатратный метод, наиболее оправдано его применение для создания керамических покрытий из тугоплавких материалов;
- Электродуговая металлизация энергетически более выгодна, однако позволяет напылять только металлические материалы. Как правило, используется для напыления антикоррозионных металлических покрытий на больших площадях (примером может служить защита опор ЛЭП);
- Газопламенное напыление — недорогой во внедрении и эксплуатации метод, широко используемый для восстановления геометрии деталей и защиты от коррозии крупных объектов;
- Напыление с оплавлением — метод, обеспечивающий металлургическую связь покрытия с основой. Применяется, если высокий нагрев при оплавлении не ведёт к риску термических поводок детали либо такой риск считается оправданным.

## История
Изобрёл данный метод нанесения покрытий Макс Ульрих Шооп. Распыляя свинец с помощью стационарной тигельной установки он получал покрытия на различных материалах. Стоит отметить, что в отличие от современных методов, где для переноса используются в основном газы, первая установка Шоопа переносила жидкий свинец с помощью водяного пара. На основе его технологии в Цюрихе в 1909 году был открыт завод по металлизации. В 1913 году Ульрих Шооп усовершенствовал и запатентовал конструкцию газопламенного распылителя, где материал для распыления подавался в пламя газовой горелки в виде проволоки. В 1918 году он с сотрудниками разработал электродуговой распылитель, позволяющий эффективно наносить покрытия из металла. Благодаря значимому вкладу в начальное развитие технологий, методы нанесения газотермических покрытий путём распыления стали называть шоопированием, по имени изобретателя технологии. В 1921 году Ульрих Шооп запатентовал технологию металлопорошкового газопламенного распыления.
Существенный толчок к дальнейшему распространению методов дало принятие директивы RoHS, существенно ограничившей применение гальванического хромирования из-за выделения при их применении канцерогенного шестивалентного хрома.